# بوب جيسوب
بوب جيسوب (بالإنجليزية: Bob Jessop)‏ هو عالم اجتماع بريطاني، ولد في 3 مارس 1946.